# Saprinus pecuinus
Saprinus pecuinus är en skalbaggsart som beskrevs av Sylvain Auguste de Marseul 1855. Saprinus pecuinus ingår i släktet Saprinus och familjen stumpbaggar. Inga underarter finns listade i Catalogue of Life.